# Peppino Mereu
Peppino Mereu (Tonara, 14 gennaio 1872 – 11 marzo 1901) è stato uno dei poeti in lingua sarda più importanti di fine Ottocento, nonché autore di Nanneddu meu, divenuto uno dei canti più popolari della Sardegna.

## Biografia

### La famiglia
Peppino (Giuseppe, Ilario, Efisio, Antonio, Sebastiano) nasce a Tonara da Giuseppe Mereu e Angiolina Zedda. Pur essendo figlio del medico condotto del paese non ebbe mai vita facile. Fu il sesto di nove fratelli; i più grandi di lui erano: 
- Edoardo (1860), tenente postale ad Assemini ed ivi sposato con Fedela Mereu, asseminese;
- Manfredi (1862), ufficiale postale a Tonara;
- Maria Assunta (1864), verosimilmente morta bambina,
- Elvira (1866), sposata con Pietro Mameli di Lanusei, ed
- Assunta (1869), verosimilmente morta anche lei bambina.

I più piccoli furono: 
- Matilde (1874), coniugata Morini e morta a Pesaro nel 1918, insieme a tre figli, vittima della famigerata influenza spagnola;
- Ernesto (1876), ufficiale del Genio militare, sposato prima con una Sereno Golzio a Torino e poi con una Pintucci a Roma; ed
- Emilia (1881), accolta nella casa del fratello Edoardo ad Assemini dopo la morte dei genitori e poi sposata Falciani.

Il padre morì accidentalmente nel 1889 bevendo del veleno che aveva scambiato per liquore; la madre era morta pochi anni prima, nel 1887, a Cagliari.

### Al servizio dell'Arma
Si arruolò nell'Arma dei Carabinieri in cui rimase per 5 anni, di servizio in diversi paesi della Sardegna. È proprio durante la vita militare che il poeta prende coscienza anche dei problemi socio-economici dell'Isola e manifesta idee che si ispirano al nascente movimento socialista. Pur in contrasto con i suoi superiori dell'Arma, nelle feste di paese partecipava alle tradizionali "gare" di poesia estemporanea in competizione con poeti ben più anziani e quindi più preparati uscendone spesso vincitore.
Di salute cagionevole, durante l'ultimo anno della vita militare la malattia del poeta si fece più intensa: dopo aver trascorso vari periodi nell'infermeria presidiaria di Sassari e di Cagliari infine, fu congedato il 6 dicembre 1895. 

### Dopo il congedo
Rientra a Tonara e vive per un breve periodo con il fratello Manfredi, a quel tempo ufficiale postale. Per incomprensioni tra i due, la convivenza dura poco sicché il poeta si trasferisce per qualche tempo a «Muragheri» (una caratteristica zona di Tonara dove fra l'altro si trova la fonte di «Galusè»). 
In questo periodo il poeta vive grazie all'aiuto di varie persone e svolgendo ogni tipo di mansione: canta nei matrimoni, partecipa alle gare poetiche, fa le musicas (serenate che si facevano in primavera al ritorno dei pastori); inoltre, essendo nel paese uno dei pochi capace di scrivere, fa lo scrivano per clienti occasionali.
Dall'ottobre del 1898 al dicembre del 1900, per interessamento del segretario comunale, certo signor Pulix, lavora come scrivano presso il Comune e la conciliatura. In questo periodo trova alloggio presso il messo comunale, Trabadore Medde, che gli mette a disposizione una stanza nella sua casa adiacente agli uffici comunali.
Muore l'11 marzo 1901, a soli 29 anni (dubbia è la causa della sua morte: le fonti più attendibili parlano di diabete).

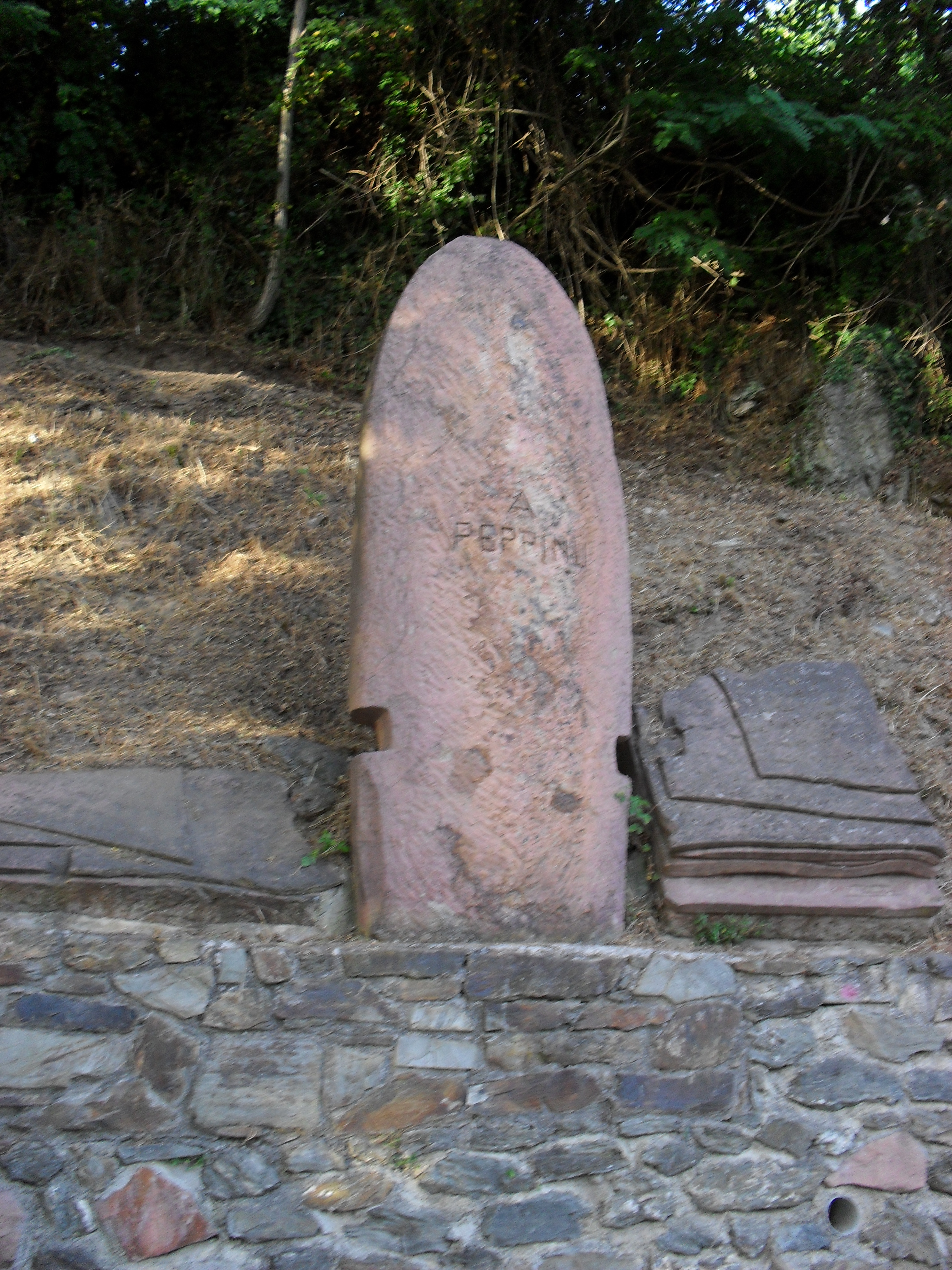
Monumento allo scrittore a Tonara

## Tematiche
Nato e vissuto in una Sardegna afflitta da fame, malaria e corruzione, di tutto ciò è cosciente pervadendone la sua opera. 
Affine agli scapigliati milanesi e vicino alla scuola nuorese dei poeti de su connottu (letteralmente "del conosciuto"), Mereu visse una vita di stenti protetto solo da pochi amici tra cui Nanni Sulis, al quale sono dedicati numerosi componimenti del poeta.
La sua è poesia sociale, di protesta ma anche esistenziale. 
Una frase estrapolata da una poesia dedicata al Sulis può aiutare a capire il suo pensiero:

## Opere
- Giuseppe Mereu, Poesias, Valdès, Cagliari 1899
- Peppino Mereu, Poesie, Tip. Editor. Moderna, Sassari 1967
- Poesias, Edizioni della Torre, Cagliari, 1978
- Nanneddu Meu, Edizioni Condaghes, Cagliari, 2001
- Peppino Mereu, Poesias, a cura di Marco Maulu, Nuoro, Ilisso, 2004
- Poesie complete, a cura di Giancarlo Porcu [edizione critica; apparati; biobibliografia; saggio], traduzione di Giovanni Dettori, Marcello Fois, Alberto Masala, 528 pp., Edizioni Il Maestrale, Nuoro, 2004; 2007 (seconda edizione riveduta e corretta); 2010 (terza edizione)[2]
- Lettere poetiche inedite a Eugeniu Unale, edizione critica di Giancarlo Porcu, sui manoscritti scoperti da Antonio Rubanu, Piccola collezione sarda di inediti e rari in edizione filologica (n. 1), Il Maestrale, Nuoro 2011
- Opera omnia, Edizione critica di Giancarlo Porcu, in Peppinu Mereu, Opera omnia, volume a cura di Gianfranco Tore, Il Maestrale, Nuoro 2017, pp. 11-286.